# Liste der Oberflächenformationen auf (951) Gaspra

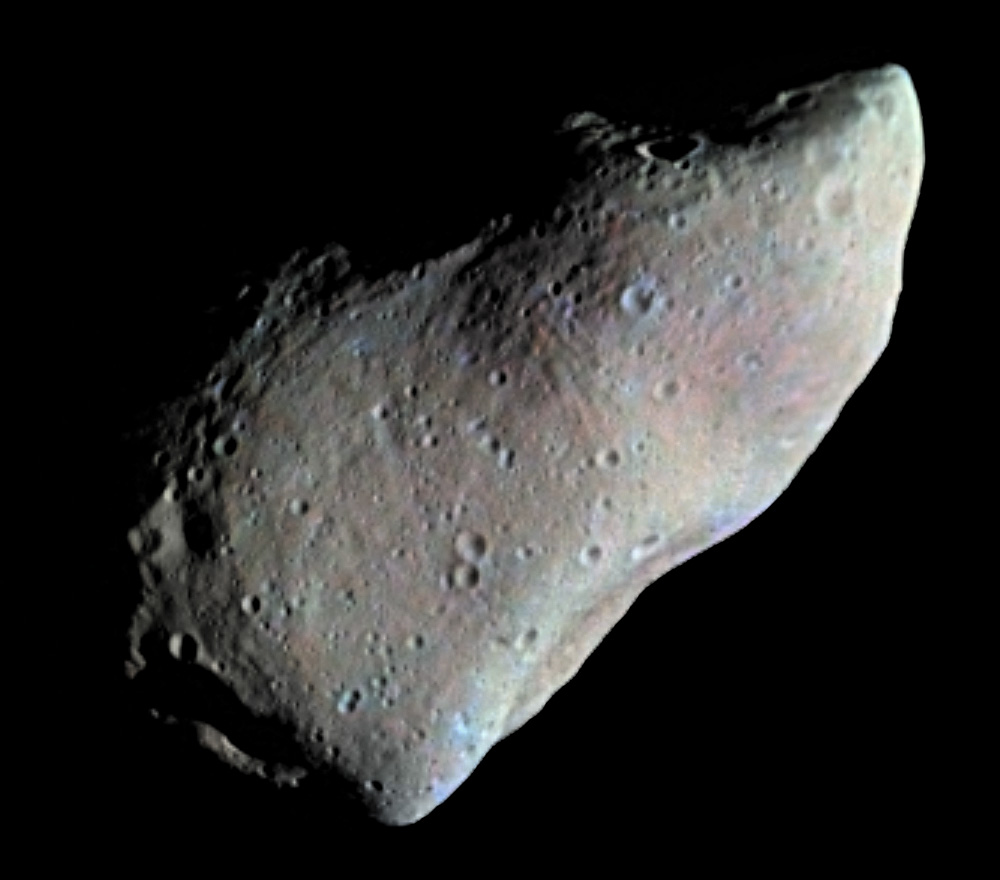
Asteroid (951) Gaspra, aufgenommen beim Vorbeiflug der Sonde Galileo am 29. Oktober 1991

Die Liste der geologischen Formationen auf (951) Gaspra enthält alle Oberflächenformationen auf dem Asteroiden (951) Gaspra, welche durch die Working Group for Planetary System Nomenclature (WGPSN) der Internationalen Astronomischen Union (IAU) einen Eigennamen erhalten haben. Die Benennung der Oberflächenformationen erfolgte 1994.

## Krater
Da der Asteroid nach einem Kurort, dem Seebad Haspra auf der Halbinsel Krim, benannt wurde, werden die Krater auf seiner Oberfläche nach bekannten Kurorten benannt.
| Name         | Mittlerer Durchmesser (km) | Koordinaten +W (0–360) der Kratermitte | Benannt nach                                                  |
| ------------ | -------------------------- | -------------------------------------- | ------------------------------------------------------------- |
| Aix          | 0,6                        | 47,9; 160,3                            | Aix-les-Bains, Département Savoie, Frankreich                 |
| Alupka       | 0,3                        | 65; 65                                 | Alupka, Krim, Ukraine                                         |
| Baden-Baden  | 0,3                        | 46; 55                                 | Baden-Baden, Baden-Württemberg, Deutschland                   |
| Badgastein   | 0,4                        | 25; 3                                  | Bad Gastein, Land Salzburg, Österreich                        |
| Bagnoles     | 0,4                        | 55; 122                                | Bagnoles-de-l’Orne, Département Orne, Frankreich              |
| Bath         | 0,9                        | 13,4; 9,7                              | Bath, Somerset, England                                       |
| Beppu        | 0,6                        | 3,9; 58,4                              | Beppu, Kyūshū, Japan                                          |
| Brookton     | 0,3                        | 27,7; 103,3                            | Brookton, New York                                            |
| Calistoga    | 1,2                        | 30; 2                                  | Calistoga, Napa County, Kalifornien                           |
| Carlsbad     | 0,5                        | 29,7; 88,8                             | Karlsbad, Karlovarský kraj, Tschechien                        |
| Charax       | 0,9                        | 8,6; 0                                 | Charax, römisches Militärlager in der Nähe des Schwalbennests |
| Helwan       | 0,4                        | 22,4; 118,9                            | Helwan, Ägypten                                               |
| Ixtapan      | 0,7                        | 11,9; 86,9                             | Municipio Ixtapan de la Sal, Bundesstaat México, Mexiko       |
| Katsiveli    | 0,3                        | 55; 65                                 | Kaziweli, Krim, Ukraine                                       |
| Krynica      | 0,4                        | 49; 35                                 | Krynica-Zdrój, Woiwodschaft Kleinpolen, Polen                 |
| Lisdoonvarna | 0,4                        | 16,5; 358,1                            | Lisdoonvarna, County Clare, Irland                            |
| Loutraki     | 0,4                        | 42; 140                                | Loutraki, Korinthia, Griechenland                             |
| Mandal       | 0,1                        | 23,5; 46,5                             | Mandal, Vest-Agder, Norwegen                                  |
| Manikaran    | 0,5                        | 62; 155                                | Manikaran, Himachal Pradesh, Indien                           |
| Marienbad    | 0,6                        | 35,4; 81,8                             | Marienbad, Karlovarský kraj, Tschechien                       |
| Mishkor      | 0,5                        | 15; 65,9                               | Mishkor bei Alupka, Krim, Ukraine                             |
| Moree        | 0,7                        | 15,1; 164,4                            | Moree, New South Wales, Australien                            |
| Ramlösa      | 0,7                        | 15; 4,9                                | Ramlösa, Skåne län, Schweden                                  |
| Rio Hondo    | 0,6                        | 31,7; 20,7                             | Termas de Río Hondo, Provinz Santiago del Estero, Argentinien |
| Rotorua      | 0,5                        | 18,8; 30,7                             | Rotorua, Region Bay of Plenty, Neuseeland                     |
| Saratoga     | 2,8                        | 50; 270                                | Saratoga Springs, Saratoga County, New York                   |
| Spa          | 1,6                        | 51,5; 152                              | Spa, Provinz Lüttich, Belgien                                 |
| Tang-Shan    | 2,1                        | 59; 256                                | Tang Shan, Jiangning, Jiangsu, Volksrepublik China            |
| Yalova       | 0,4                        | 29; 10                                 | Yalova, Marmararegion, Türkei                                 |
| Yalta        | 1,4                        | 57,6; 261,3                            | Jalta, Krim, Ukraine                                          |
| Zohar        | 0,4                        | 23; 118                                | Neve Zohar, Südbezirk, Israel                                 |

## Regiones
Regiones sind in der Astrogeologie ausgedehnte Gebiete auf einem Himmelskörper. Regiones auf (951) Gaspra werden nach Astronomen und sonstigen Wissenschaftlern benannt, die mit der Entdeckung des Asteroiden in Verbindung gebracht werden.
| Name          | Koordinaten +W (0–360) des Zentrums der Regiones | Benannt nach                                        |
| ------------- | ------------------------------------------------ | --------------------------------------------------- |
| Dunne Regio   | 15; 15                                           | James Dunne, Planer des Galileo-Projektes bis 1992  |
| Neujmin Regio | 2; 80                                            | G. N. Neuimin, Entdecker des Asteroiden 1916        |
| Yeates Regio  | 65; 75                                           | Clayne Yeats, Planer des Galileo-Projektes bis 1991 |